# Beatriz Bracco
Beatriz Nélida Bracco, conocida en Italia como Beatrice Bracco (Buenos Aires, 1 de agosto de 1943 - Roma, 17 de diciembre de 2012), fue una abogada, actriz, directora teatral y profesora de interpretación argentina, que fue profesora de una gran cantidad de actores italianos.

## Biografía
Nacida en una familia argentina de clase media, en la cual su padre era bancario y su madre ama de casa. Estudió la carrera de Derecho en la Facultad de Derecho de la Universidad de Buenos Aires (UBA). Al finalizar sus estudios, abrió un estudio jurídico, dedicándose principalmente a la defensa de los trabajadores y los perseguidos políticos.
Militó en la Acción Católica: pasó sus vacaciones escolares como misionera en las regiones pobres del norte argentino, Salta y Jujuy. Su experiencia entre los indígenas del norte de Argentina también la llevó a acercarse al peronismo y al movimiento Montoneros en 1973.
En 1971 comenzó a asistir a un curso de teatro con un enfoque stanislavskiano impartido por el maestro Raúl Serrano. Al año siguiente, asistió a un seminario impartido por Lee Strasberg en Buenos Aires. En 1973, junto con otros alumnos de Raúl Serrano, fundó la Cooperativa Arco Iris, con la que presentó los espectáculos Hedda Gabler de Ibsen, Doña Rosita la soltera de García Lorca, Un tranvía llamado deseo de Tennessee Williams y Diálogos con Leucò de Cesare Pavese. Ese mismo año, actuó en la película La revolución de Raúl De La Torre y, como protagonista, en la película Los inibintes de Marco De Filippo. Ese mismo año, LSI “Radio Municipal” le asignó un programa de poesía y teatro, en el que participó hasta 1976.
En 1976 tuvo que exiliarse de Argentina debido a su militancia política como abogada, lo que logró al obtener una beca del Estado italiano, logró salir de Argentina rumbo a Italia, donde se estableció definitivamente. En 1978 realiza algunos cursos de actuación en Francia y otros países europeos, donde conoce a varios profesores del Actors Studio de Lee Strasberg.
Una vez radicada en Roma, continuó su actividad teatral en el Teatro dei Satiri, donde ella organizó y fue docente de distintos seminarios internacionales con actores de renombre en diversos estudios italianos. En el año 1995 fundó su propia escuela de interpretación y dirección, el Centro Internacional de Formación y Producción de Actores y Directores, conocido como Teatro Blu di Roma. En este espacio dirigió obras de autores contemporáneos como Pavlovsky, Allen, yHemingway, entre otros. Allí fue maestra de actores reconocidos, como Kim Rossi Stuart, Paola Cortellesi, Claudia Gerini y Claudio Santamaría, entre otros.
En 1999 dirigió el drama Sacco e Vanzetti del argentino Mauricio Kartum, estrenado con la compañía de Ugo Chiti, el cual presentó en distintos teatros de Italia.
Falleció en Roma el 17 de diciembre de 2012.